# Colorado Railroad Museum

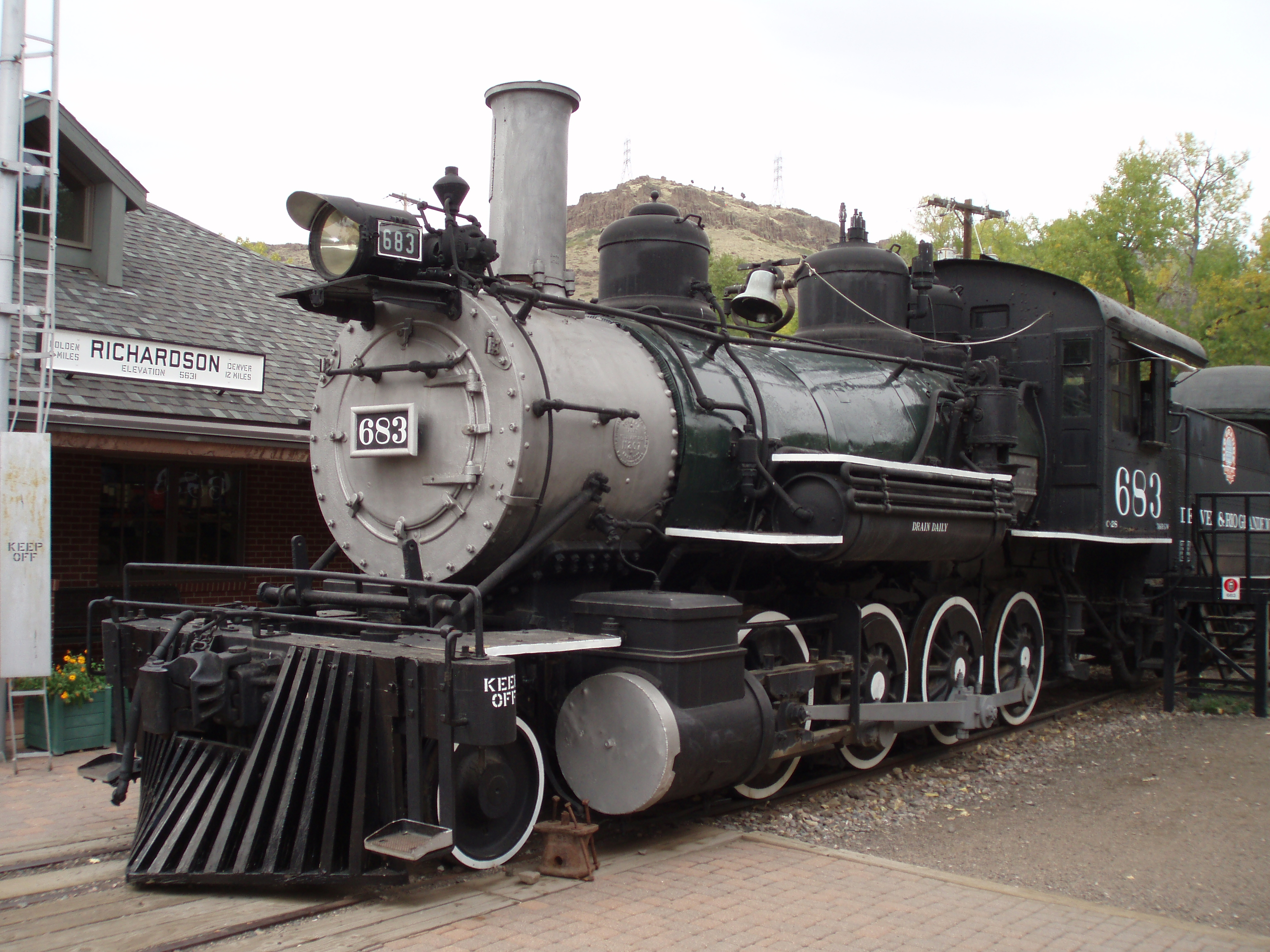
Denver & Rio Grande Western Railroad Steam Lok Nr. 683 im Colorado Railroad Museum.

Das Colorado Railroad Museum ist ein im Jahre 1959 von einem privaten Verein gegründetes und betriebenes Eisenbahnmuseum mit zugehöriger Museumsbahn. Es liegt in der Nähe von Golden im US-Bundesstaat Colorado am Fuß des North Table Mountain.
Der Museumsbau, eine Nachbildung eines Eisenbahndepots aus der Zeit um 1880, beherbergt vielerlei Zeugnisse der über 125-jährigen Eisenbahngeschichte Colorados. Hierzu zählen Fotografien, Dokumente aller Art und Gegenstände des Bahnbetriebs.

## Ausstellungsstücke
Es sind über 100 Schienenfahrzeuge in den Spurweiten Normal- und Schmalspur ausgestellt, davon 12 Lokomotiven.
Die "Robert W. Richardson Library" auf dem Museumsgelände umfasst über 10.000 Bände Eisenbahnliteratur und im Jahr 2000 wurde mit der „Cornelius W. Hauck Restoration Facility“ eine eigene Restaurationswerkstatt in Form eines Ringlokschuppens eingeweiht.

## Modelleisenbahnen
Die Modelleisenbahn des Denver HO Model Railroad Club im H0-Maßstab befindet sich im Erdgeschoss des Museumsbaus und kann jeweils am ersten Donnerstag jedes Monats besichtigt werden. Im Außenbereich liegt die G-Spur-Anlage der Denver Garden Railway Society.